# 마힌다 2세
마힌다 2세(Mahinda II, 735년 ~ 807년)는 8세기와 9세기 시대 아누라다푸라 왕국의 람바카나 제2왕조 제7대 군주였다.

## 같이 보기
- 스리랑카의 역사